# Castelnovo di Sotto
Castelnovo di Sotto là một đô thị ở tỉnh Reggio Emilia trong vùng Emilia-Romagna, có vị trí cách khoảng 70 km về phía tây bắc của Bologna và khoảng 14 km về phía tây bắc của Reggio Emilia.
Castelnovo di Sotto giáp các đô thị: Boretto, Cadelbosco di Sopra, Campegine, Gattatico, Gualtieri, Poviglio.
It is home of one of the most ancient carnivals in Italy, dating from the 16th century.